# Не ждали, не гадали!
«Не жда́ли, не гада́ли!» — советский художественный телефильм 1982 года в жанре абсурдистской комедии положений.

## Сюжет
В квартиру, где живёт и ссорится семья (Лев Дуров и Евгения Глушенко), внезапно вламывается осёл. Все попытки изгнать осла кончаются безрезультатно. Не могут помочь ни милиция (В. Коровкин), ни ветеринарная служба (М. Данилов), ни местный хулиган-алкаш Коселков (В. Голубенко). И только вездесущим киношникам (Р. Фурман), которым понадобилось животное для съёмок, удаётся усыпить и удалить осла из квартиры.
В финале в соседней квартире, где живёт такая же обычная семья (А. Демьяненко и Н. Варлей), разгорается такая же обычная ссора…

## В ролях
- Лев Дуров — Роман Иванович Долгоруков
- Евгения Глушенко — его жена
- Валентин Голубенко — Коселков
- Николай Парфёнов — домоуправ
- Михаил Данилов — ветеринар
- Евгений Моргунов — сосед
- Алексей Кожевников — сосед
- Владимир Коровкин — старший лейтенант Фёдоров
- Леонид Марков — гендиректор Георгий Сергеевич
- Илья Рутберг — сотрудник НИИ
- Владимир Басов — дезинфектор
- Александр Демьяненко — профессор
- Наталья Варлей — жена профессора
- Роман Фурман — киношник
- Валентин Буров — дежурный майор милиции
- Людмила Ксенофонтова — эпизод
- Любовь Руденко — защитница животных

## Критика
По мнению кинокритика Александра Шпагина, в фильме «Не ждали, не гадали!» Евгения Глушенко сыграла роль вечной верной жены.
Игорь Мустафин с сайта Киноафиша.ру выразил мнение, что Александр Демьяненко и Наталия Варлей повторили в фильме свои старые роли Шурика и Нины из фильма «Кавказская пленница, или новые приключения Шурика».